# أوسكار هيرش
أوسكار هيرش (بالألمانية: Oskar Hirsch)‏ هو أستاذ جامعي نمساوي، ولد في 14 نوفمبر 1877 في برشيروف في التشيك، وتوفي في 20 أبريل 1965 في بوسطن في الولايات المتحدة.